# Felicia burkei
Felicia burkei là một loài thực vật có hoa trong họ Cúc. Loài này được (Harv.) L.Bolus mô tả khoa học đầu tiên năm 1914.